# Guðbrandur Þorláksson
Gudbrandur Thorlaksson (em islandês: Guðbrandur Þorláksson; n. 1541, Islândia - m. 1627, Hólar, Islândia) foi um clérigo e escritor da Islândia dos séculos XVI e XVII.

## Biografia
Era filho de um padre baseado em Melstaður. Guðbrandur estudou no Hólar College de 1553 a 1559 e depois foi para a Universidade de Copenhague, onde estudou teologia e lógica. Guðbrandur foi um dos primeiros islandeses a estudar na Dinamarca em vez de na Alemanha. Depois de retornar à Islândia em 1564, serviu como reitor da Escola Skálholt por três anos antes de se tornar padre na histórica Breiðabólstaður em Vesturhóp.

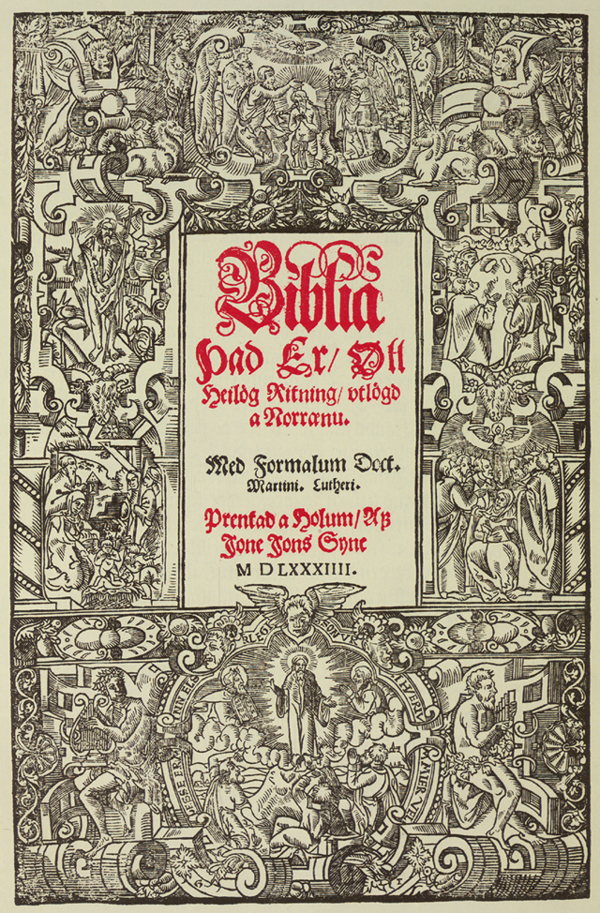
A Bíblia em islandês, de Gudbrandur (1584).

Em 1571, o rei dinamarquês Frederico II nomeou Guðbrandur bispo de Hólar por recomendação de Poul Madsen, bispo da Zelândia, que havia sido seu professor em Copenhague. Guðbrandur serviu como bispo de Hólar por 56 anos; nenhum islandês ocupou o cargo por mais tempo.
Como bispo, Guðbrandur se concentrou em consolidar a Reforma na Islândia, em parte trabalhando para publicar obras sagradas em islandês. Ele trouxe a prensa tipográfica originalmente trazida à Islândia pelo padre católico Jón Arason para Hólar, imprimindo quase 100 livros durante seu tempo como bispo. Ele escreveu e traduziu muitas obras.

Traduziu a Bíblia para islandês, concluída em 1584. Embora tenha trabalhado com impressores treinados, Guðbrandur gravou alguns dos adornos do livro ele mesmo. Quinhentas cópias foram impressas, que foram vendidas pelo preço de duas ou três vacas. A Guðbrandsbiblía foi a base para a maioria das traduções bíblicas islandesas até 1826. Guðbrandur era um estudioso completo com interesse em história natural, astronomia e topografia, entre outros campos. Também fez uma compilação das leis islandesas e desenhou um mapa atualizado da Islândia. Seu novo mapa da Islândia foi publicado no Theatrum Orbis Terrarum de Abraham Ortelius em 1590, além de fixar a localização da ilha no Atlântico Norte com maior precisão do que os mapas anteriores. Ele também trabalhou para garantir que as descrições da Islândia fossem apresentadas com precisão ao mundo.

O Mapa da Islândia, de Gudbrandur (1590).

Ao traduzir a Bíblia para islandês, e não para dinamarquês como nas outras colónias da Dinamarca, Gudbrandur contribuiu para a afirmação do idioma islandês, como um bem precioso que deveria ser defendido da contaminação por línguas estrangeiras.
Foi casado com Halldóra Árnadóttir. O Bispo Guðbrandur e sua esposa foram enterrados em Hólar.